# Nanobiotecnologia
La nanobiotecnologia è una branca della nanotecnologia e della biotecnologia, con applicazioni o usi biologici e biochimici, che spesso studia elementi esistenti in natura al fine di fabbricare nuovi dispositivi.
Il termine bionanotecnologia viene spesso usato in modo intercambiabile con quello di nanobiotecnologia, sebbene talvolta viene fatta una distinzione fra i due. Se i due termini risultano distinti, la nanobiotecnologia di solito si riferisce all'uso della nanotecnologia per ulteriori obiettivi della biotecnologia, mentre la bionanotecnologia può riferirsi a ogni sovrapposizione tra biologia e nanotecnologia, che include l'uso di biomolecole come parte di o come un'ispirazione per dispositivi nanotecnologici.
La nanobiotecnologia è uno di quei rami che si occupa dello studio e dell'applicazione di attività biologiche e biochimiche di elementi della natura per fabbricare nuovi dispositivi come i biosensori.
La nanobiotecnologia è spesso usata per descrivere la sovrapposizione di attività multidisciplinari associate ai biosensori – particolarmente dove convergono fotonica, chimica, biologia, biofisica, nanomedicina e bioingegneria. La misurazione in biologia che utilizza, ad esempio, le tecniche di guida d'onda come l'interferometria a doppia polarizzazione sono un altro esempio.

## Esempi
Un esempio dell'attuale ricerca nanobiotecnologica coinvolge le nanosfere rivestite con polimeri fluorescenti. I ricercatori stanno progettando polimeri la cui fluorescenza si spegne quando incontrano determinate molecole. Diversi polimeri rileverebbero differenti metaboliti. Le sfere rivestite di polimeri potrebbero diventare parte di nuove analisi biologiche e la tecnologia potrebbe un giorno trovare particelle che introdotte nel corpo umano riuscirebbero a rintracciare i metaboliti associati a tumori e a risolvere altri problemi di salute. La nanobiotecnologia è relativamente nuova per medici, consumatori e persone giuridiche.

## Modellizzazione computazionale anticorpo-nanoparticella
La fusione di anticorpi e nanoparticelle con elevata affinità e specificità attraverso le modalità di riconoscimento del recettore-ligando è di primaria importanza nello sviluppo di veicoli che possono essere utilizzati per la diagnosi, per il trattamento del cancro e di varie altre malattie, per le applicazioni di nano-biosensori immunodiagnostici, ecc. Il bio-nanocomplesso formato da un nanomateriale artificiale (nanoliposomi, nanoparticelle) e una entità biologica come un anticorpo è causato dalla formazione di legami covalenti basati sulle loro specifiche proprietà chimiche e strutturali come la solubilità in acqua, la biocompatibilità, la biodegradabilità. C'è la necessità di una comprensione globale dei rapporti riguardanti gli aspetti termodinamici e cinetici sull'associazione anticorpo-membrana: di traslazione, di mobilità rotazionale di anticorpi legati a membrana, di interazioni con superfici cellulari diverse, di molecole circolanti e di varie nanomolecole artificiali, nonché della conformazione. Questi dettagli sono di grande importanza per lo sviluppo e l'applicazione dei vari dispositivi immunodiagnostici su scala nanometrica. L'associazione di anticorpi con le superfici delle cellule è un evento chiave molecolare nei meccanismi immunitari mediati da anticorpi, come la fagocitosi.
Recentemente è stato osservato che esistono alcune proteine naturali, anticorpi, che sono in grado di riconoscere specifiche nanoparticelle. Ad esempio, un anticorpo specifico del sistema immunitario del topo è in grado di riconoscere in modo specifico i fullereni C60 derivati con una affinità di legame di circa 25 nM. Da studi condotti da Noon et al., si è ipotizzato che la posizione che lega il fullerene si sia formata a livello di interfaccia delle catene leggera e pesante delineata con un cluster di residui di aminoacidi idrofobici di forma complementare. Dato che le modifiche covalenti del fullereni funzionalizzati occupano solo una piccola frazione della superficie delle particelle, la superficie in gran parte non occupata rimarrebbe libera di interagire con l'anticorpo. Pertanto, al fine di ottenere una comprensione approfondita delle interazioni dettagliate della NPS e dell'anticorpo, viene effettuata la simulazione della dinamica molecolare; lo scopo dei nostri studi di modellizzazione teorica è quello di essere in grado di individuare le modalità di legami energeticamente favorevoli.
Per lo studio riguardante la modellizzazione, le coordinate di partenza dell'anticorpo possono essere rese disponibili dalla Protein Data Bank (PDB).
Le assunzioni di base, come prima approssimazione, nel corso dello studio di modellizzazione sarebbero quelle che ipotizzano che le derivatizzazioni idrofile non svolgano un ruolo critico nelle interazioni prevalentemente idrofobiche nanomateriale-anticorpo e che la struttura elettronica rimane indisturbata durante la fusione (conjugation). La nanoparticella è ancorata in una posizione di legame suggerito dagli studi di letteratura precedentemente fatto. Viene usata la funzione potenziale dell'idrogeno polare (PARAM19) e un modello modificato di solvente a base d'acqua TIP3P per la proteina.
La simulazione coinvolge approssimativamente circa 300 fasi di minimizzazione, utilizzando la più alta discesa del gradiente e il metodo di Newton Raphson. Per ridurre il tempo di simulazione necessario, viene utilizzato un metodo estremamente efficiente per la simulazione delle interazioni localizzate nella posizione attiva di una proteina, la dinamica molecolare del confine stocastico (SBMD, Stochastic Boundary Molecular Dynamics). Il punto di riferimento per il partizionamento del sistema nel SBMD è stato scelto per essere vicino al centro dei nanomateriali, che viene assunto come una sfera uniforme. Si può presumere che il complesso sistema nano-bio sia separato nel serbatoio sferico e nelle zone di reazione; ognuna di queste sono ulteriormente suddivise in regione di reazione e regione tampone (buffer). Gli atomi nella regione di reazione vengono propagati dalla dinamica molecolare, mentre quelli nella regione buffer che coinvolgono la dinamica di Langevin sono conservati, usando le forze armoniche di ripristino.